# Carlos García (escritor)
Carlos García (Zaragoza, España, h. 1580 - ¿Francia?, h. 1630), médico y escritor barroco español.

## Biografía
Se poseían pocos datos sobre este autor, hasta el punto de que Nicolás Antonio pensaba que era un pseudónimo y José María Sbarbi sospechaba que podía ser acaso un sobrenombre de Cervantes; sin embargo hoy se sabe que existió realmente porque un profesor de español contemporáneo suyo que vivía en París, Marcos Fernández, aludió a él con ironía y maledicencia en una obra titulada Olla podrida a la española... con salsa sarracena y africana (Amberes: Felipe Van Eyck, 1655); el texto no tiene desperdicio:

Partea terrible odio la envidia nada virtuosa como es entre los galos o gallos y españoles que dicen muchos "bergantes, gallinas capadas, que no dan huevos sino negros para ellos". Que entre las dos naciones se halla un odio terrible pruébanlo por la Antipatía del doctor Garcías. A él conocí en París médico sin grado, filósofo entre seglares, predicador de lo que él quiso y botón con cola en ojal prohibido, abotonador general y albéitar de agrazones, bodegonero de asaduras porque el relleno de la bolsa no admitía más, y vecino de la Bastilla picador del potro por orden de la reina María; me decía muchas veces que él sabía muy bien adonde había de ir después de su muerte. Yo le respondía que, por aquella vez, no quería acompañarle, que a vuelta nos veríamos. Era elocuente en las lenguas, goloso y bebedor, más de bruces; bombeaba propagando. Este tal fue el que escribió el dicho libro, creyendo que los dichos del vulgacho dan fe a la gente de virtud y valor.

Así pues, Fernández cree que ejercía la medicina sin tener título y le acusa de sodomita, ex presidiario, intrigante, plumífero, charlatán, borracho, ateo y sensacionalista. El hecho es que Carlos García nació en la década de 1580 en Zaragoza, según la declaración hecha el 8 de junio de 1617, durante el proceso contra Leonora Dori, según afirma Victoriano Roncero en su introducción a la obra (página 12) y la mayor parte de su vida la pasó en París, donde estuvo al menos desde 1613, por motivos desconocidos. El propio Carlos García declara los motivos de su salida de España: "Yo salí algún tiempo hay de España movido solamente de la curiosidad a que el natural deseo y apetito de saber inclina las voluntades algo inquietas. Y teniendo larga información de la ocasión que tenía para contentar mis deseos en Francia, no fui perezoso en tomar la derrota hacia ella, así por la grande vecindad que con España tiene como por el ordinario comercio de entrambas" ("La Antipatía", edición de 1979, Edmonton, citada abajo). Se dedicaba a la medicina y tenía aficiones literarias y filosóficas. Michel Bareau ha demostrado que trabajaba para la embajada española en París, en sectores cercanos a Elías de Montalto, el médico judeoespañol que era el médico personal de María de Médici, y cerca de Eleonora de Galigai, hermana de leche de la regente. Sin embargo, el mismo Bareau ha sostenido como improbable que fuera converso o de origen judío, en su muy documentada introducción a la "Antipatía...", editada en Edmonton, Canadá. Dice en la página 65 de tal introducción, "rien ne permet de croire que García était Juif ou judaïssant, ou même suspecté de l`être" (nada permite creer que García fuese judío o judaizante, o aun sospechoso de serlo). Tenía mala fama en París y fue expulsado de casi todos sus barrios por mal inquilino, moroso pagador, golfo, bebedor, cercano al círculo de brujería de Leonora Galigaï y testigo en el juicio contra ella. Más filósofo que médico, sus alusiones a la cábala, al Antiguo Testamento y a la sabiduría rabínica, eliminadas de la versión francesa de su La oposición de los dos grandes luminares, según algunos autores, sobre todo Jean Marc Pelorson ("Le Docteur Carlos García et la colonie hispano-portugaise de Paris (1613-1619)", Bulletin Hispanique, 71 (1969) y "Pour une reáppréciation de "La Antipatía" de Carlos García", Toulouse, Presses Universitaires du Mirail, 1994, páginas 899-905) testimonian un marrano español; esto, como ya se dijo antes es discutido, y rechazado por Michel Bareau. Sus relaciones con el comisario de moriscos Lopes y su aparición en los años inmediatos a la expulsión de los mismos en 1609 lo vinculan a los emigrados moriscos aragoneses, aunque esto, como ya se ha dicho, no está atestiguado, y es meramente hipotético. Su acentuado Tomismo, además, atestigua ciertos estudios teológicos o clericales. Defiende la igualdad entre todas las razas y estamentos sociales y el libre albedrío.

## Obra
- La oposición y conjunción de los dos grandes luminares de la tierra. Obra apacible y curiosa en la cual se trata de la dichosa Alianza de Francia y España. Con la Antipathía entre Españoles y Franceses (París, 1617), reimpreso a veces con el título de Antipatía de los franceses y españoles no menos de cuarenta y cinco veces durante todo el siglo XVII en cinco idiomas diferentes: francés, español, italiano, alemán e inglés.

Trata en versión bilingüe (si bien la traducción al francés no fue hecha por él mismo) sobre las causas naturales que pueden justificar la antipatía entre franceses y españoles que había por entonces y las costumbres, vestidos, tratos y carácter distintos en cada nación; su autor propone la tesis de una buena colaboración entre las dos potencias católicas. 
 La obra trataba de vencer los recelos de los franceses ante la venida a la corte francesa de Ana de Austria; la obra pretendía ganarse la simpatía del mariscal d'Ancre, Concino Concini y fue encargada evidentemente para atacar la antipatía entre españoles y franceses ante la histórica circunstancia de los dobles casamientos reales de 1615 entre Isabel de Borbón y Felipe IV de España y entre Ana de Austria y Luis XIII de Francia. 
 Los materiales de esta obra, sin embargo, fueron utilizados con intención más bien opuesta por posteriores panfleteros franceses para atacar a España, como La Motte Le Vayeur, que estaba al servicio del cardenal Richelieu.
- Es más conocido sin embargo por una novela picaresca que fue mucho más famosa en Francia e Inglaterra que en España, La desordenada codicia de los bienes ajenos, subtitulada Antigüedad y nobleza de los ladrones (París, 1619).[2] 
 La obra conoció un gran éxito y se tradujo en 1621 al francés por Vital d'Audiguier. En español no se llegaron a reimprimir sus dos obras hasta 1877 en Madrid, en el tomo VII de los Libros de antaño. La novela picaresca se reimprimió luego en Sevilla: Imprenta de E. Rasco, 1886, y en Madrid, 1955.

El tema principal de esta obra es el robo, y en ello se distingue del resto de las novelas picarescas que tienen este tema como secundario. El protagonista es Andrés, un ladrón al que el narrador conoce en la cárcel. A partir del capítulo segundo toma la palabra para hablar, más que nada, de su profesión; ajusticiados sus padres para bien del hijo, éste vive del robo y entra en una casa privada oculto en un baúl. Condenado a galeras, estafa a un capitán y un mayordomo, prometiéndoles, por artes de encantamiento, ciertas mujeres. Le engaña una prostituta y cuenta al autor el robo que le tiene ahora en prisión. 
 Enumera las normas que rigen las cofradías de pícaros y delincuentes; es especialmente pintoresca su clasificación de los diversos tipos de ladrones: salteadores, estafadores, capeadores, grumetes, apóstoles, cigarreros, devotos, sátiros, dacianos, mayordomos, duendes, maletas, liberales... De hecho, el lector sale instruido sobre las más diversas artes del hurto como si hubiera estudiado en las mejores universidades del gremio; se revelan los estatutos y leyes de las cofradías del robo. Incluso se le instruye en los antecedentes del oficio. 
 Es, pues, literatura del hampa, novela criminal que tiene como modelo más notable al Till Eulenspiegel y se inspira en la tradición del Liber Vagatorum; pertenece de hecho a la corriente picaresca europea. De las características del género picaresco no posee la de la estructura itinerante ni la del servicio a varios amos. 
 En la obra se establece un curioso correlato entre la sociedad del hampa y la burguesía, y la aristocracia no aparece en la narración. No carece de cierto interés aparte del meramente documental, pues posee gracia, ironía y agilidad en el uso de la prosa.
- Por otra parte, Michel Bareau atribuye a Carlos Carcía el panfleto L'espagnol français.

## Ediciones
- La desordenada codicia de los bienes ajenos; edición crítica, introducción y notas de Giulio Massano. Madrid: José Porrúa Turanzas, 1977; otra edición, con introducción y notas de Victoriano Roncero, Pamplona: EUNSA, 1998.
- Oposición y conjunción de los dos grandes luminares de la Tierra; La Antipatía de Franceses y Espanoles. Éditions critiques établies par Michel Bareau, Edmonton (Canadá): Alta press, 1979.
- La desordenada codicia de los bienes ajenos;Barcelona: Fontamara, 1974